# Artabotrys phuongianus
Artabotrys phuongianus är en kirimojaväxtart som beskrevs av Nguyên Tiên Bân. Artabotrys phuongianus ingår i släktet Artabotrys och familjen kirimojaväxter. Inga underarter finns listade i Catalogue of Life.